# Saab 9-X
Saab 9-X — концепт-кар шведского производителя автомобилей Saab Automobile, разработанный группой из десяти дизайнеров Saab, в том числе Майклом Мауэром (1962 г.р.) и руководителем проекта Энтони Ло. Впервые его показали в сентябре 2001 года на автосалоне во Франкфурте. 9-X был разработан, чтобы объединить в одном автомобиле качества купе, родстера, универсала и пикапа.
В автомобиле использовалась система полного привода, а также полностью алюминиевый 3,0-литровый двигатель V6 с турбонаддувом мощностью 300 л. с. (224 кВт) в сочетании с шестиступенчатой механической коробкой передач и 19-дюймовыми шинами. Он отличался оптоволоконными фарами и полностью бесключевой системой зажигания.